# Iglesia de Nuestra Señora de los Dolores (Cájar)
La iglesia de Nuestra Señora de los Dolores es una iglesia parroquial de la localidad española de Cájar, en Granada.

## Historia
Con la repoblación tras la Reconquista de Granada se levantó un templo en el siglo XVI, que fue reconstruido en el siglo XVIII, iniciándose los trabajos en 1783, siendo director de los trabajos Francisco Aguado, siguiéndose un proyecto de Ventura Rodríguez.